# Зотова, Альбина Сергеевна
Альбина Сергеевна Зотова (род. 28 февраля 1939 года) — советская и российская артистка цирка, наездница, иллюзионистка, народная артистка Российской Федерации (1992).

## Карьера
В 1957 году окончила Государственное училище циркового искусства. С 1957 по 1962 год выступала в номере «Па-де-труа» (руководитель В. Щетинина), затем самостоятельно как гротеск-наездница. В конно-балетной пантомиме «Бахчисарайская легенда» исполнила драматическую роль Заремы, потребовавшую от исполнительницы не только высокого мастерства наездницы, но и актерских способностей. В 1965 году на Всесоюзном конкурсе циркового искусства получила почетный диплом за эту работу.
В 1966 году Альбина 3отова совместно с режиссером Н. Зиновьевым и балетмейстером П. Гродницким подготовила конный номер «Буденовка». Артистке необходимо было продемонстрировать такие сложные трюки, как прыжки через саблю (стоя спиной по ходу лошади), «в разножку» и «шпагат». Альбина 3отова прыгала с манежа на лошадь с четырехметровым шестом в руках, в который был «заряжен» флаг, раскрывающийся в тот момент, когда артистка оказывалась на спине коня. Эта конная миниатюра считается одним из выдающихся номеров отечественного цирка.
С 1971 года, сменив амплуа, начала выступать с «Иллюзионным ревю». В новом для себя жанре Альбина Зотова также добилась значительных успехов. Ею подготовлены новые варианты иллюзионного ревю — «Вечер волшебных превращений» (1972) и «Озорные чудеса» (1975). Аттракцион представлял собой серию оригинальных трюков: «Появление из огня», «Котел» — погружение в кипящий котел клоуна, который затем превращается в «добра-молодца», «Фонтанирующий рояль» — струи били из крышки инструмента, меняя цвет и высоту под аккомпанемент 3отовой-пианистки. Трюковые выдумки и находки подаются с озорным юмором, артистичностью. Немало интригующей занимательности, комизма вносит в номера клоун-ассистент Анатолий Ширман.
С 1990 года перевела всю трюковую работу аттракциона на ледовый манеж, освоив новый для себя жанр. Аттракцион завершает представление «Цирк-ревю на льду».

## Семья
Муж — Анатолий Михайлович Ширман, директор цирка. Их дочь, Альбина (род. 03.05.1975) — артистка аттракциона с 1988 года.

## Награды
- Орден Дружбы (30 июля 1999 года) — за заслуги перед государством, большой вклад в укрепление дружбы и сотрудничества между народами, многолетнюю плодотворную деятельность в области культуры и искусства[1].
- Медаль «За трудовое отличие» (14 февраля 1980 года) — за заслуги в развитии советского циркового искусства[2][3].
- Народная артистка Российской Федерации (13 октября 1992 года) — за большие заслуги в области циркового искусства[4].
- Заслуженная артистка РСФСР (1985).